# Petr Kafka
Petr Kafka (* 2. října 1989 Praha) je český lední hokejista hrající na pozici útočníka.

## Život
S ledním hokejem začínal ve svém rodném městě, v klubu HC Sparta Praha. V něm prošel mládežnickými i juniorskými výběry a rovněž si během sezóny 2008/2009 zahrál pětatřicet utkání za mužský výběr tohoto celku. Dalších šestatřicet utkání tohoto ročníku odehrál za juniory Sparty. Následující sezónu (2009/2010) hrál jak za juniory a muže Sparty, tak dále hostoval v týmu HC Berounští Medvědi. Sezónu 2010/2011 odehrál postupně mezi muži Sparty, pak na hostování na Kladně a znovu v Berouně.
Před ročníkem 2011/2012 přestoupil do Kladna, za nějž nastupoval v české nejvyšší soutěži, ale spolu s tím odehrál v rámci hostování i jedno utkání za Písek. Sezónu 2012/2013 strávil, ač stále kmenový hráč Kladna, v dresu Mladé Boleslavi jako hostující hráč. Poté přestoupil do zahraničí, a sice slovenského celku HC Banská Bystrica, za nějž nastupoval dvě sezóny (2013/2014 a 2014/2015). Následně se na přestup vrátil zpět do vlasti a hrál Olomouc a posléze za Vítkovice. Pak (na sezónu 2016/2017) opětovně přestoupil do Banské Bystrice, s níž vybojoval slovenský titul. Po roce měnil dres a po dobu dvou let nastupoval za Košice. Před ročníkem 2019/2020 se znovu vrátil do České republiky, a sice do Prostějova, odkud během sezóny přestoupil do Frýdku-Místku. Zároveň se stal nejproduktivnějším hráčem soutěže tohoto ročníku, avšak před sezónou 2020/2021 přestoupil do pražské Slavie, aby byl – podle svých slov – blíže domovu.
V pražském klubu vydržel dva ročníky a po nich opětovně změnil působiště, když se stal hráčem HC Příbram.